# USS Franklin D. Roosevelt (CV-42)
«Франклин Д. Рузвельт» (CVB/CVA/CV-42) — второй из трёх авианосцев типа «Мидуэй».

## История

### 1945—1954
Корабль построен на военно-морской верфи Нью-Йорка. На церемонии крещения, прошедшей 29 апреля 1945 года, ему было дано имя «Корал Си», однако 8 мая 1945 года президент Гарри Трумэн удовлетворил ходатайство министра ВМС и корабль был переименован в «Franklin D. Roosevelt» в честь не дожившего несколько недель до победы президента США Ф. Рузвельта. Это был первый случай в истории США, когда авианосец был назван в честь государственного деятеля.
«Рузвельт» вступил в строй 27 октября 1945 года на военно-морской верфи Нью-Йорка. Первым командиром корабля был капитан 1 ранга Аполло Соучек. Во время испытательного плавания «Рузвельт» с 1 по 11 февраля 1946 года присутствовал в Рио-де-Жанейро на инаугурации бразильского президента Эурику Гаспара Дутра. В апреле и мае того же года в составе Восьмого флота авианосец участвовал в манёврах у Восточного побережья США, первых крупных учениях ВМС США в послевоенные годы.
21 июля 1946 года с палубы «Рузвельта» впервые в истории США взлетел реактивный самолёт. Капитан 3 ранга Джеймс Дэвидсон (James Davidson) совершил несколько успешных взлётов и посадок на самолёте McDonnell XFD-1 Phantom недалеко от Кейп-Генри, шт. Виргиния. Эксперименты с реактивными самолётами продолжились в ноябре, когда подполковник морской пехоты Мэрион Карл (Marion E. Carl) совершил два катапультных взлёта, 4 свободных взлёта и 5 посадок с помощью аэрофинишёра на самолёте P-80A.
С августа по октябрь «Рузвельт» был впервые выдвинут в Средиземное море. В составе соединения кораблей он посетил Афины в рамках поддержки, которую США оказывала прозападному правительству Греции в гражданской войне с коммунистическими мятежниками. Во время визитов в средиземноморские порты корабль посетили тысячи людей.
После выдвижения в Средиземное море, корабль вернулся к американским берегам, где пробыл до июля 1947 года, когда он прибыл на Военно-морскую верфь Норфолка для ремонта. Во время ремонта счетверённые 40-мм зенитные автоматы «Бофорс» были заменены 40 спаренными (20×2) 76-мм орудиями Mk 22.
С сентября 1948 по январь 1949 года «Рузвельт» совершил второе плавание в Средиземное море. В 1950 году он стал первым кораблём, который вышел в море с ядерным оружием на борту. В сентябре-октябре 1952 года он принял участие в операции «Mainbrace», первых крупных учениях НАТО в Северной Атлантике. Кроме «Рузвельта», в учениях принимали участие американские авианосцы «Мидуэй» (CV-41), «Уосп» (CV-18), британский авианосец «Игл» (R05), и линкоры: американский «Висконсин» (BB-64) и британский «Вэнгард» (23).
1 октября 1952 года «Рузвельт» был реклассифицирован в CVA-42. 7 января 1954 года он отплыл на верфь Puget Sound для реконструкции. Пройти Панамским каналом корабль не смог из-за своих размеров, поэтому ему прошлось обогнуть мыс Горн. На место он прибыл 5 марта 1954 года. 23 апреля 1954 года корабль был выведен из состава флота.

### Реконструкция 1954—1956

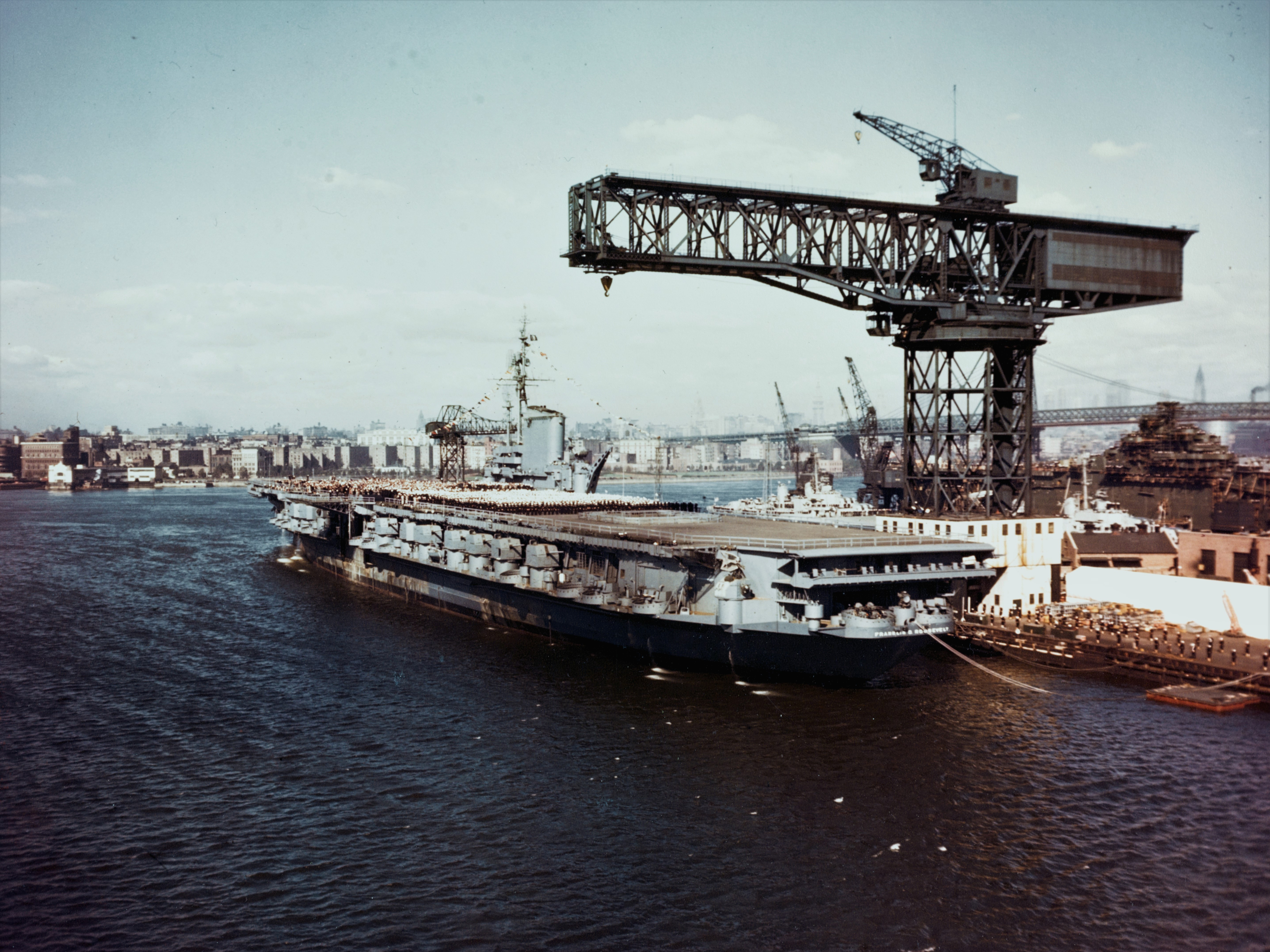
«Рузвельт» на церемонии включения в состав флота в 1945 году

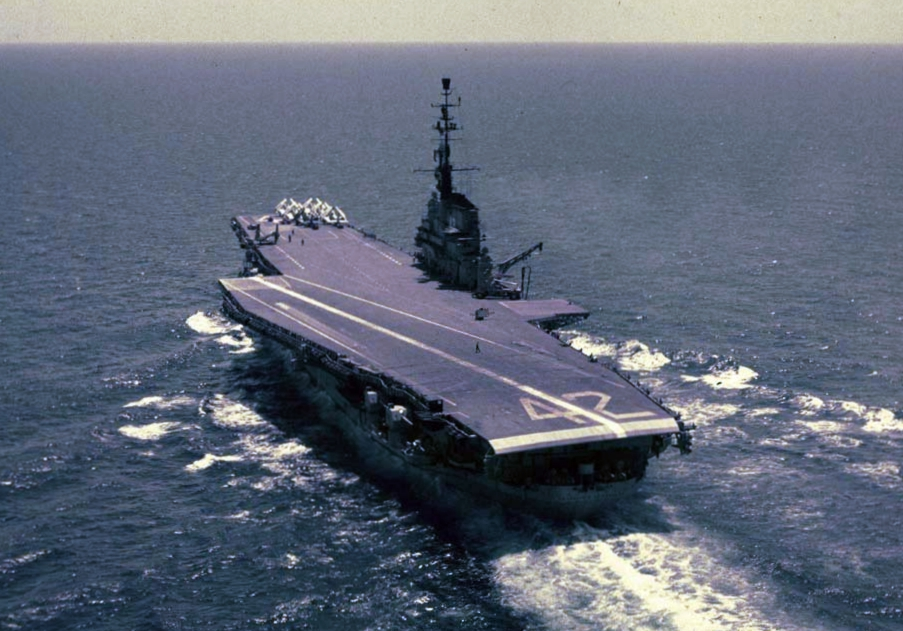
«Рузвельт» в 1956 году после реконструкции по программе SCB-110

«Рузвельт» стал первым кораблём типа «Мидуэй», который прошёл реконструкцию по программе SCB-110. Стоимость реконструкции составила $48 млн. Корабль получил закрытый «штормовой нос», три новых паровых катапульты (одну C-11-2 и две C-11-1), усиленный аэрофинишёр, увеличенный мостик, зеркальную посадочную систему, угловую посадочную палубу длиной 147 м. Кормовой элеватор был смещён на край палубы с правого борта, носовой элеватор был увеличен, грузоподъёмность каждого из элеваторов была увеличена до 34 тонн. Объём цистерн для авиационного топлива увеличился с 1320 до 1700 м³. Стандартное водоизмещение корабля увеличилось до 51 000 т, наибольшее водоизмещение достигло 63 400 т. Для компенсации веса была снята большая часть 127-мм зенитных орудий Mk 16 (оставлено 10) и демонтирован броневой пояс весом 3200 т. Кроме того, корабль был оборудован блистерами.
Существенно модернизировалось электронное оборудование. На корабле на новой трубчатой мачте были установлены трёхкоординатный радар AN/SPS-8 и радар воздушного обзора AN/SPS-12.

### 1956—1968
По окончании реконструкции корабль был возвращён в состав флота 6 апреля 1956 года и после успешно проведённых испытаний прибыл в новый порт приписки Мэйпорт, шт. Флорида.
В феврале «Рузвельт» 1956 года провёл испытания катапульт, самолётов и запуски ракет «Regulus» в условиях холодной погоды в заливе Мэн. В июле он был выдвинут в Средиземное море в состав 6-го флота и участвовал в совместных учениях НАТО.
В середине 1958 года корабль прошёл реконструкцию, во время которой были демонтированы все оставшиеся 22 76-мм артиллерийских орудия.
24 октября 1958 года в период кульминации Кубинской революции «Рузвельт» был в группе поддержки транспорта USS Kleinsmith (APD-134), осуществлявшего эвакуацию 56 американских граждан и 3 иностранцев из Никары (Куба).
В конце 1960 года на борту «Рузвельта» компанией «Control Instrument Company» была установлена первая светотехническая система посадки на основе линз Френеля. В марте 1961 года была зафиксирована 100 000-я посадка самолёта на палубу «Рузвельта». Во время реконструкции 1963 года были демонтированы ещё шесть 127-мм орудий.
В конце 1964 года в Средиземном море «Рузвельт» потерял лопасть одного из своих 20-тонных винтов. С заклиненным валом № 1 он прибыл из Неаполя (Италия) в Нью-Йорк. После замены винта в Байонне (шт. Нью-Джерси) корабль вернулся в Средиземное море.
С августа 1966 по январь 1967 года «Рузвельт» единственный раз был выдвинут в Юго-Восточную Азию, где 95 дней участвовал в боевых действиях против Вьетнама[уточнить] и получил одну боевую звезду.
В январе 1968 года произошла помпезная церемония празднования 22-летия корабля. Была приглашена итальянская актриса Вирна Лизи. На барбекю, устроенном на полётной палубе, было приготовлено 5000 стейков.

### Реконструкция 1968—1969

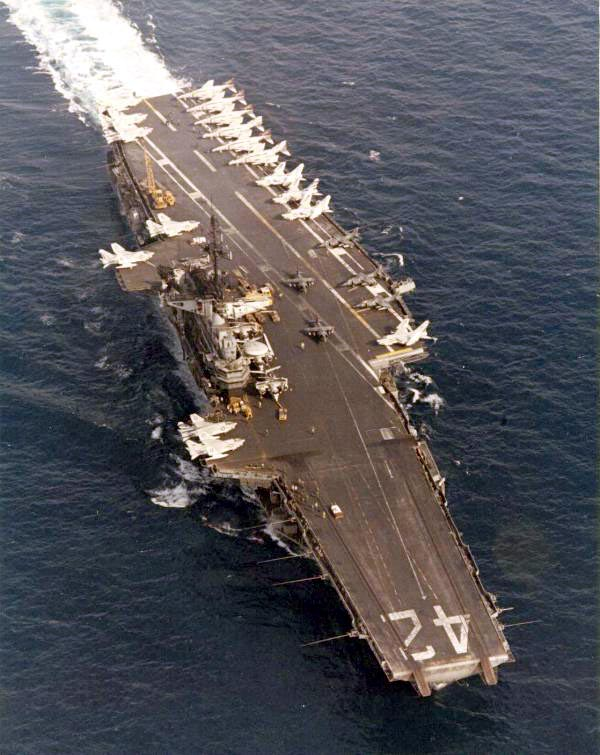
«Рузвельт» после модернизации 1968—1969 годов

В 1968 году ВМС США планировали начать реконструкцию «Рузвельта» по программе SCB-101. Незадолго до этого, в 1966—1970 годах, подобную реконструкцию стоимостью $202 млн прошёл «Мидуэй». Огромные расходы на модернизацию первого корабля вызвали серьёзную критику, поэтому сумма, выделенная на модернизацию «Рузвельта», была ограничена $46 млн. Целью модернизации была адаптация авианосца к новым самолётам Grumman A-6 Intruder и LTV A-7 Corsair II.
В июле 1968 года «Рузвельт» прибыл на Военно-морскую верфь Норфолка для 11-месячной модернизации. Передний элеватор, расположенный на осевой линии, был перемещён на край палубы перед надстройкой, демонтирована катапульта левого борта, реконструированы помещения для персонала, сняты два из четырёх оставшихся 127-мм артиллерийских орудий. Кроме того, «Рузвельт» получил противопожарную спойлерную систему края палубы с использованием компонент, пригодных для работы с морской водой.

### 1969—1977
26 мая 1969 года «Рузвельт» вышел в море и в январе 1970 года был в очередной раз выдвинут в Средиземное море в состав 6-го флота.
21-е выдвижение в Средиземное море в октябре 1973 года совпало по времени с «Войной Судного дня». «Рузвельт» служил транзитным аэродромом для поставляемых Израилю самолётов, а также в составе Оперативной группы 60.2 готовился к возможной эвакуации американского персонала.
С 1973 по 1975 годы в составе авиагруппы VAW-121, базировавшейся на «Рузвельт», находилась последняя в ВМС США эскадрилья самолётов ДРЛО Grumman E-1 Tracer.
30 июня 1975 года в связи с принятием новой классификации кораблей ВМС США «Рузвельт» был реклассифицирован во многоцелевой авианосец CV-42.
С июня 1976 по апрель 1977 года на «Рузвельт» базировалась авиагруппа VAW-121, в составе которой находилось 14 самолётов вертикального взлёта и посадки AV-8A Harrier. Этот эксперимент показал, что самолёты вертикального взлёта могут легко интегрироваться в авиагруппу самолётов горизонтального взлёта и участвовать с ними в совместных боевых операциях.
12 января 1977 года в Мессинском проливе «Рузвельт» столкнулся с либерийским зерновозом «Oceanus». Оба корабля дошли до порта своим ходом.

### Списание и утилизация, 1977—1978

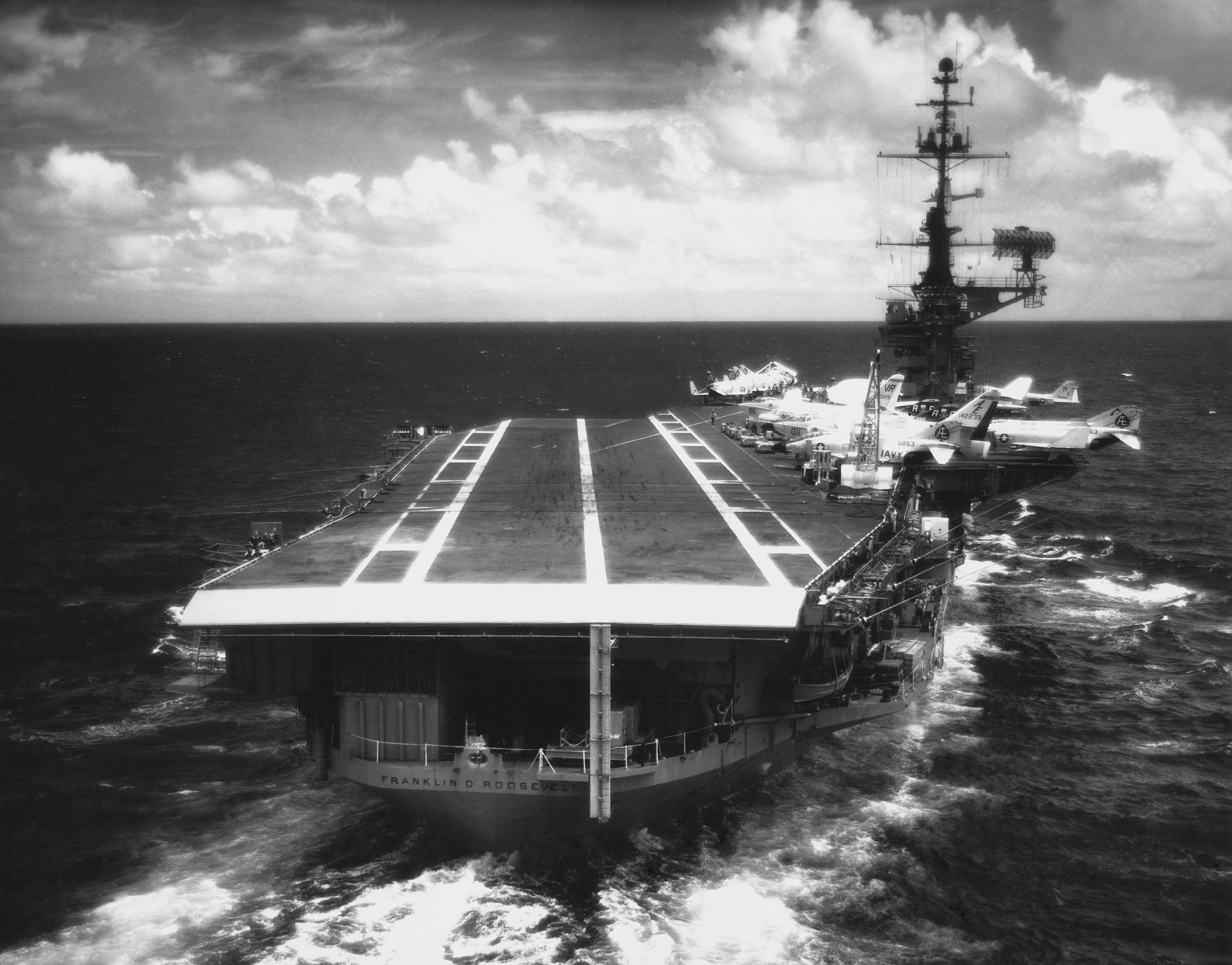

К концу 1970-х годов «Рузвельт» находился в плохом материальном состоянии, несмотря на те же ремонты и модернизации, которые пришли другие корабли этого типа, «Мидуэй» и «Корал Си». Постоянно возникали проблемы с турбинами «General Electric» по сравнению с турбинами «Westinghouse», которыми были оснащены другие корабли этого типа. В 1977 году, когда вступил в строй CVN-69 «Дуайт Д. Эйзенхауэр», второй авианосец типа «Нимиц», было решено вывести «Рузвельт» из состава флота. В апреле 1977 года «Рузвельт» завершил своё последнее плавание и 30 сентября 1977 года был официально выведен из состава флота. Торжественная церемония состоялась 1 октября 1977 года.
Попытки общественности превратить «Рузвельт» в корабль-музей закончились безрезультатно. Из-за плохого материально-технического состояния выводить корабль в резерв было сочтено нецелесообразным. Малая высота ангара (5,33 м) накладывала ограничения на типы самолётов, которые могли на него базироваться. Поддержание в боеспособном состоянии авианосцев типа «Эссекс» обходилось значительно дешевле. Кроме того, некоторые адмиралы опасались, что поддержание «Рузвельта» в боеспособном состоянии даст администрации Картера повод заморозить строительство авианосцев типа «Нимиц».
1 апреля 1978 года служба продажи и утилизации ВМС США (Defense Reutilization and Marketing Service) продала «Рузвельт» компании «River Terminal Development Company» за $2,1 млн. После того, как на Военно-морской верфи Норфолка с авианосца было снято пригодное к использованию оборудование, корабль был отбуксирован в Карни (шт. Нью-Джерси), куда прибыл 3 мая 1978 года. В том же году он был разделан на металл.

## Интересные факты
Как и многим другим американским кораблям, моряки давали «Рузвельту» прозвища. Наиболее известные из них были «Роскошный Фрэнки» (англ. Swanky Franky), «Фу-де-Ру» (англ. Foo-De-Roo, по созвучию с инициалами), «Рози» (англ. Rosie, по созвучию с фамилией президента). Наиболее популярным было последнее прозвище.